# Бугрове (Казахстан)
Бугро́ве (каз. Бугровое) — село у складі Кизилжарського району Північноказахстанської області Казахстану. Адміністративний центр Бугровського сільського округу.
Населення — 564 особи (2021; 803 у 2009, 899 у 1999, 492 у 1989).
Національний склад станом на 1989 рік:
- росіяни — 67 %.